# Тієрал (рід)
Тієра́л (Sylviorthorhynchus) — рід горобцеподібних птахів родини горнерових (Furnariidae). Представники цього роду мешкають в Південній Америці. Раніше рід вважався монотиповим і включав лише тієрала, однак за результатами низки молекулярно-філогенетичних досліджень руду сікору, яку раніше відносили до роду Сікора (Leptasthenura), було переведено до роду Sylviorthorhynchus.

## Види
Виділяють два види:
- Тієрал (Sylviorthorhynchus desmurii)
- Сікора руда (Sylviorthorhynchus yanacensis)

## Етимологія
Наукова назва роду Sylviorthorhynchus походить від сполучення наукових назв родів Кропив'янка (Sylvia Scopoli, 1769) і Кравчик (Orthotomus Horsfield, 1821) зі словом дав.-гр. ῥυγχος — дзьоб.